# Rhyniophyta
Rhyniophyta je oddělení vyhynulých výtrusných rostlin, řazené mezi tzv. rhyniové rostliny. Jsou to nejstarší známé cévnaté rostliny, pocházející z období devonu. Měly jednoduché vidličnaté prýty bez listů a kořenů. Sporangia byla umístěna na koncích některých prýtů. Jsou známy především z vrstev tzv. rhyniových rohovců poblíž vsi Rhynie ve Skotsku.

## Popis
Zástupci oddělení Rhyniophyta byly pozemní výtrusné rostliny s bezlistými, vidličnatě větvenými prýty, vyrůstajícími z horizontálního, nadzemního či podzemního oddenku. Dosahovaly velikosti asi 20 až 50 cm. Cévní svazky byly jednoduché, dřevostředné, typu protostélé. Rostliny byly bezkořenné, s oddenkem pokrytým pouze rhizoidy. Nadzemní prýty jsou nazývány mezomy, koncové segmenty telomy. Některé telomy byly zakončeny sporangii. Sporangia byla koncová, vejcovitá, tlustostěnná (eusporangiátní), otevírající se na vrcholu. Gametofyt byl kyjovitého tvaru, na vrcholu s miskovitou prohlubní nesoucí antheridia či archegonia. Rostliny byly homosporické, samčí i samičí spory byly stejného tvaru a velikosti, uspořádané v tetrádách.

Flóra rhyniových rohovců: A. Rhynia gwynne-vaughanii B. Aglaophyton major C. Ventarura lyonii D. Asteroxylon mackiei E. Horneophyton lignieri F. Nothia aphylla

## Historie objevování a taxonomie

### Sporofyt
Fosilní pozůstatky rhynií jsou známy zejména z rohovců nacházených poblíž vsi Rhynie ve Skotsku, které rovněž dala celé skupině jméno. Vrstvy rohovců pocházejí ze spodního až svrchního devonu z doby asi před 400 milióny let. Nález byl publikován v letech 1917 až 1921 autory Robertem Kindstonem a Williamem Langem. Tyto rostliny byly hromadně zařazeny do řádu Psilophytales a jsou známy jako rhyniové rostliny. V minulosti byly považovány za předky žijících rostlin z čeledi prutovkovité: rodů prutovka a Tmesipteris. Později bylo od této teorie upuštěno, neboť bylo zjištěno, že prutovky nejsou přes vnější podobnost přímí potomci těchto primitivních cévnatých rostlin, nýbrž že ke zjednodušení stavby u nich došlo až druhotně. Rhyniové rostliny byly rozděleny do 3 samostatných vývojových linií: Rhyniophyta, Trimerophyta a Zosterophyllophyta. Druh Aglaophyton major byl zprvu popsán jako Rhynia major. Až později bylo zjištěno, že rostlina nemá pravé cévní svazky s diferencovanými ztlustlými buňkami a že její vodivá pletiva jsou bližší mechům než cévnatým rostlinám. Rovněž Horneophyton a příbuzné rody nemají plnohodnotné cévní svazky. Podle současné taxonomie představují tyto rostliny parafyletickou skupinu Protracheophyta, skládající se ze 2 vývojových větví: Horneophytopsida (rody Horneophyton, Caia, Tortilicaulis) a větve rodu Aglaophyton.

### Vývojový diagram vyšších rostlin
|                  | †Aglaophyton                                                                |
|                  |                                                                             |
| cévnaté rostliny | \| \| †Rhyniophyta \| \| \| \| \| \| >>> další cévnaté rostliny \| \| \| \| |
|                  | \| \| †Rhyniophyta \| \| \| \| \| \| >>> další cévnaté rostliny \| \| \| \| |
|                  | †Rhyniophyta                                                                |
|                  |                                                                             |
|                  | >>> další cévnaté rostliny                                                  |
|                  |                                                                             |

|  | †Rhyniophyta               |
|  |                            |
|  | >>> další cévnaté rostliny |
|  |                            |

|                  | †Aglaophyton                                                                |
|                  |                                                                             |
| cévnaté rostliny | \| \| †Rhyniophyta \| \| \| \| \| \| >>> další cévnaté rostliny \| \| \| \| |
|                  | \| \| †Rhyniophyta \| \| \| \| \| \| >>> další cévnaté rostliny \| \| \| \| |
|                  | †Rhyniophyta                                                                |
|                  |                                                                             |
|                  | >>> další cévnaté rostliny                                                  |
|                  |                                                                             |

|  | †Rhyniophyta               |
|  |                            |
|  | >>> další cévnaté rostliny |
|  |                            |

|                  | †Aglaophyton                                                                |
|                  |                                                                             |
| cévnaté rostliny | \| \| †Rhyniophyta \| \| \| \| \| \| >>> další cévnaté rostliny \| \| \| \| |
|                  | \| \| †Rhyniophyta \| \| \| \| \| \| >>> další cévnaté rostliny \| \| \| \| |
|                  | †Rhyniophyta                                                                |
|                  |                                                                             |
|                  | >>> další cévnaté rostliny                                                  |
|                  |                                                                             |

|  | †Rhyniophyta               |
|  |                            |
|  | >>> další cévnaté rostliny |
|  |                            |

|                  | †Aglaophyton                                                                |
|                  |                                                                             |
| cévnaté rostliny | \| \| †Rhyniophyta \| \| \| \| \| \| >>> další cévnaté rostliny \| \| \| \| |
|                  | \| \| †Rhyniophyta \| \| \| \| \| \| >>> další cévnaté rostliny \| \| \| \| |
|                  | †Rhyniophyta                                                                |
|                  |                                                                             |
|                  | >>> další cévnaté rostliny                                                  |
|                  |                                                                             |

|  | †Rhyniophyta               |
|  |                            |
|  | >>> další cévnaté rostliny |
|  |                            |

|                  | †Aglaophyton                                                                |
|                  |                                                                             |
| cévnaté rostliny | \| \| †Rhyniophyta \| \| \| \| \| \| >>> další cévnaté rostliny \| \| \| \| |
|                  | \| \| †Rhyniophyta \| \| \| \| \| \| >>> další cévnaté rostliny \| \| \| \| |
|                  | †Rhyniophyta                                                                |
|                  |                                                                             |
|                  | >>> další cévnaté rostliny                                                  |
|                  |                                                                             |

|  | †Rhyniophyta               |
|  |                            |
|  | >>> další cévnaté rostliny |
|  |                            |

|                  | †Aglaophyton                                                                |
|                  |                                                                             |
| cévnaté rostliny | \| \| †Rhyniophyta \| \| \| \| \| \| >>> další cévnaté rostliny \| \| \| \| |
|                  | \| \| †Rhyniophyta \| \| \| \| \| \| >>> další cévnaté rostliny \| \| \| \| |
|                  | †Rhyniophyta                                                                |
|                  |                                                                             |
|                  | >>> další cévnaté rostliny                                                  |
|                  |                                                                             |

|  | †Rhyniophyta               |
|  |                            |
|  | >>> další cévnaté rostliny |
|  |                            |

|                  | †Aglaophyton                                                                |
|                  |                                                                             |
| cévnaté rostliny | \| \| †Rhyniophyta \| \| \| \| \| \| >>> další cévnaté rostliny \| \| \| \| |
|                  | \| \| †Rhyniophyta \| \| \| \| \| \| >>> další cévnaté rostliny \| \| \| \| |
|                  | †Rhyniophyta                                                                |
|                  |                                                                             |
|                  | >>> další cévnaté rostliny                                                  |
|                  |                                                                             |

|  | †Rhyniophyta               |
|  |                            |
|  | >>> další cévnaté rostliny |
|  |                            |

|                  | †Aglaophyton                                                                |
|                  |                                                                             |
| cévnaté rostliny | \| \| †Rhyniophyta \| \| \| \| \| \| >>> další cévnaté rostliny \| \| \| \| |
|                  | \| \| †Rhyniophyta \| \| \| \| \| \| >>> další cévnaté rostliny \| \| \| \| |
|                  | †Rhyniophyta                                                                |
|                  |                                                                             |
|                  | >>> další cévnaté rostliny                                                  |
|                  |                                                                             |

|  | †Rhyniophyta               |
|  |                            |
|  | >>> další cévnaté rostliny |
|  |                            |

### Gametofyt
Gametofyty rhyniových rostlin byly dlouho neznámé. Druh Rhynia gwynne-vaughanii byl po nějaký čas považován za gametofyt Aglaophyton major, neboť se s ním vyskytoval na jednom místě a nebyla známa jeho sporangia. Ta byla objevena až v roce 1980. Jiná teorie pravila, že drobné výrůstky při bázi prýtů Rhynia gwynne-vaughanii jsou archegonia a že podzemní, oddenkové prýty představují gametofyt a nadzemní prýty sporofyt. Později, v roce 1993, byl popsán gametofyt Lyonophyton rhyniensis, drobná kyjovitá struktura zakončená miskovitou prohlubní s antheridii. Je považován za gametofyt Aglaophyton major. Podobný je i gametofyt Kidstonophyton discoides, přisuzovaný sporofytu Nothia aphylla a další, následně objevené struktury. Za gametofyt rhyniových rostlin je považován i Sciadophyton.

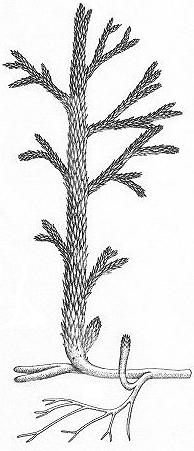
Nákres Asteroxylon mackiei
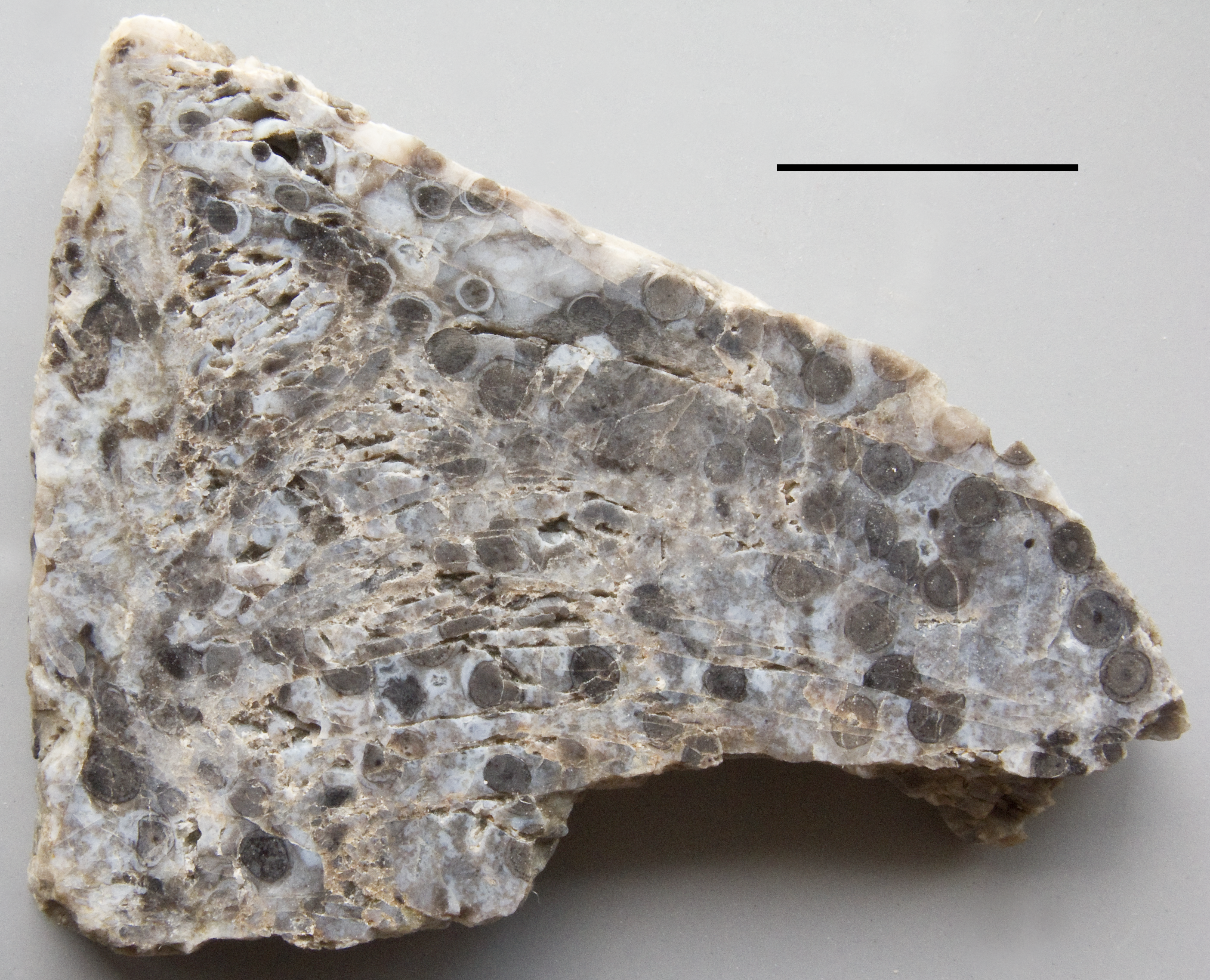
Rhyniový rohovec se stonky rhynií v řezu
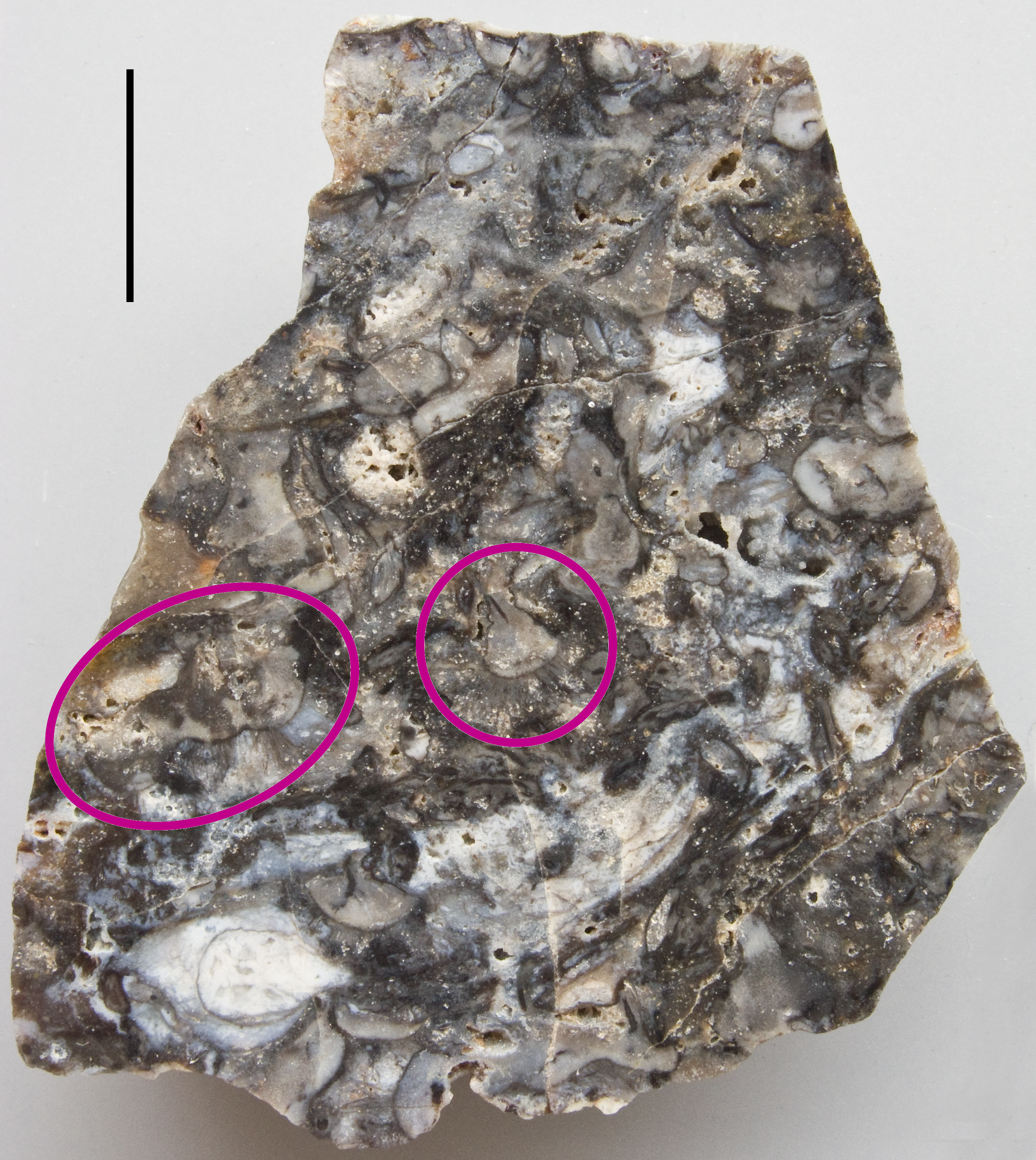
Oddenky druhu Horneophyton lignieri s rhizoidy
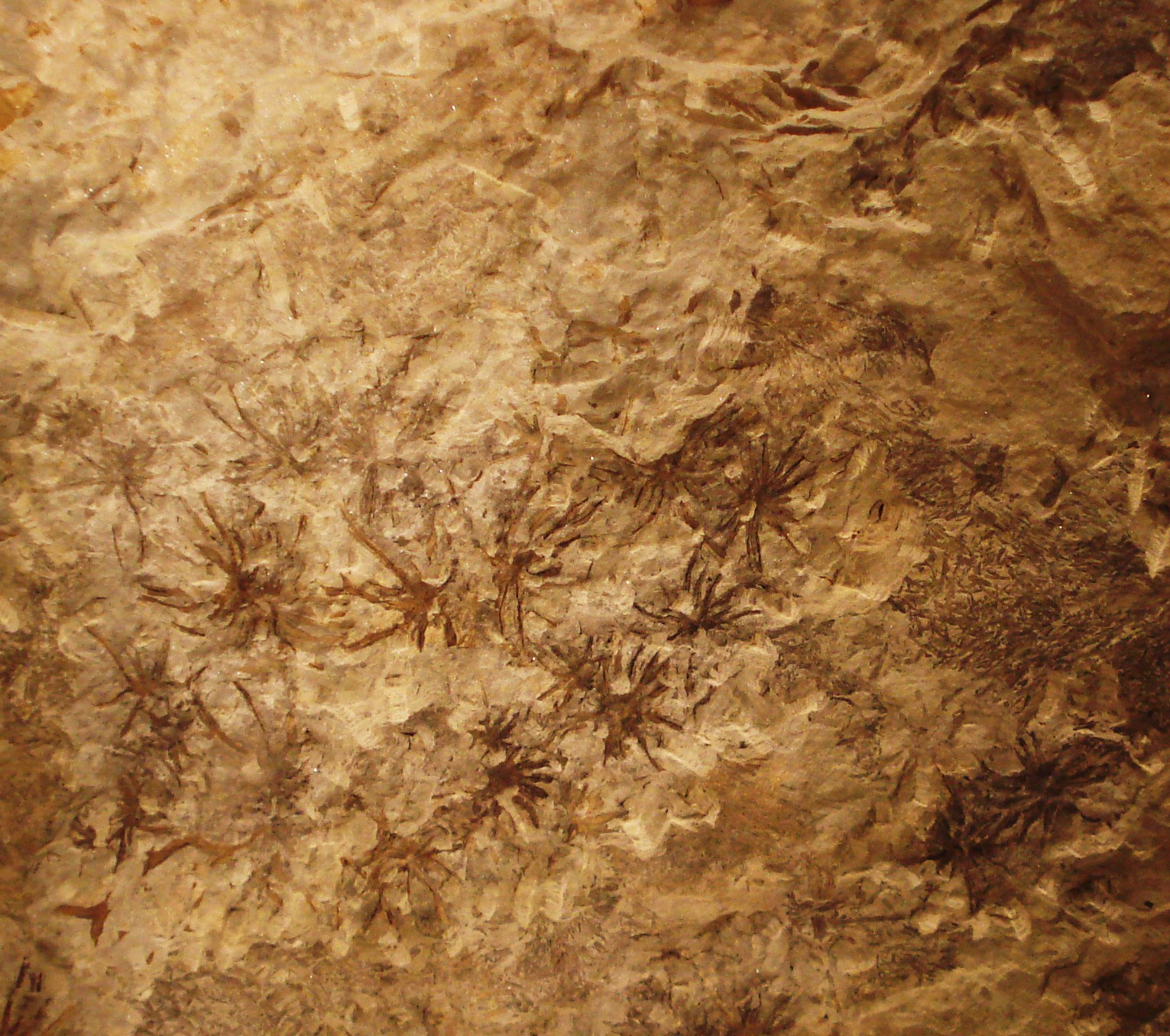
Fosilní Sciadophyton, gametofyt rhyniových rostlin

## Známé druhy
- Aglaophyton major – rostlina bez pravých cévních svazků, dnes řazena do samostatné vývojové větve
- Asteroxylon mackiei – sporangia po stranách, nikoliv na vrcholu prýtů, někdy řazen mezi Drepanophycales
- Horneophyton lignieri – dnes řazen do jiné vývojové větve, Horneophytopsida
- Nothia aphylla – gametofyt je Kidstonophyton discoides
- Rhynia gwynne-vaughanii – gametofyt je Remyophyton delicatum
- Stockmansella langii[1][2][3]